# Dominikanerbastei
Die Dominikanerbastei war als Befestigungsanlage (Bastei und Kurtine) Teil der Wiener Stadtmauer. Heute trägt eine an ihrer Stelle geschaffene Straße im 1. Wiener Gemeindebezirk Innere Stadt diesen Namen.

## Festungsbau
Die ehemalige Bastei befand sich anstelle der heutigen Parzellen Biberstraße 3, 5, 8, 10, 12 und der dazwischenliegenden Fahrbahn. Sie wurde 1531 in Erdwerk errichtet und 1544–1545 ummauert, Architekt war Francesco de Pozzo. Es sind verschiedene Namen für sie überliefert: ursprünglich hieß sie Bastei bei den Predigern (gemeint war der Dominikanerkonvent), 1546 und 1565 Stadtbastei, 1577 und 1596 Bürgerbastei (weil sie auf Kosten der Wiener Bürger errichtet worden war), 1674 und 1770 Hollerstaudenbastei (möglicherweise nach einem Hausschild) und seit 1786 Dominikanerbastei. Die Bastei war mit einer Katze überhöht, die bereits 1847 abgetragen wurde. 1854–1857 musste dann auch die Bastei selbst weichen und wurde durch die Franz-Josefs-Kaserne ersetzt.

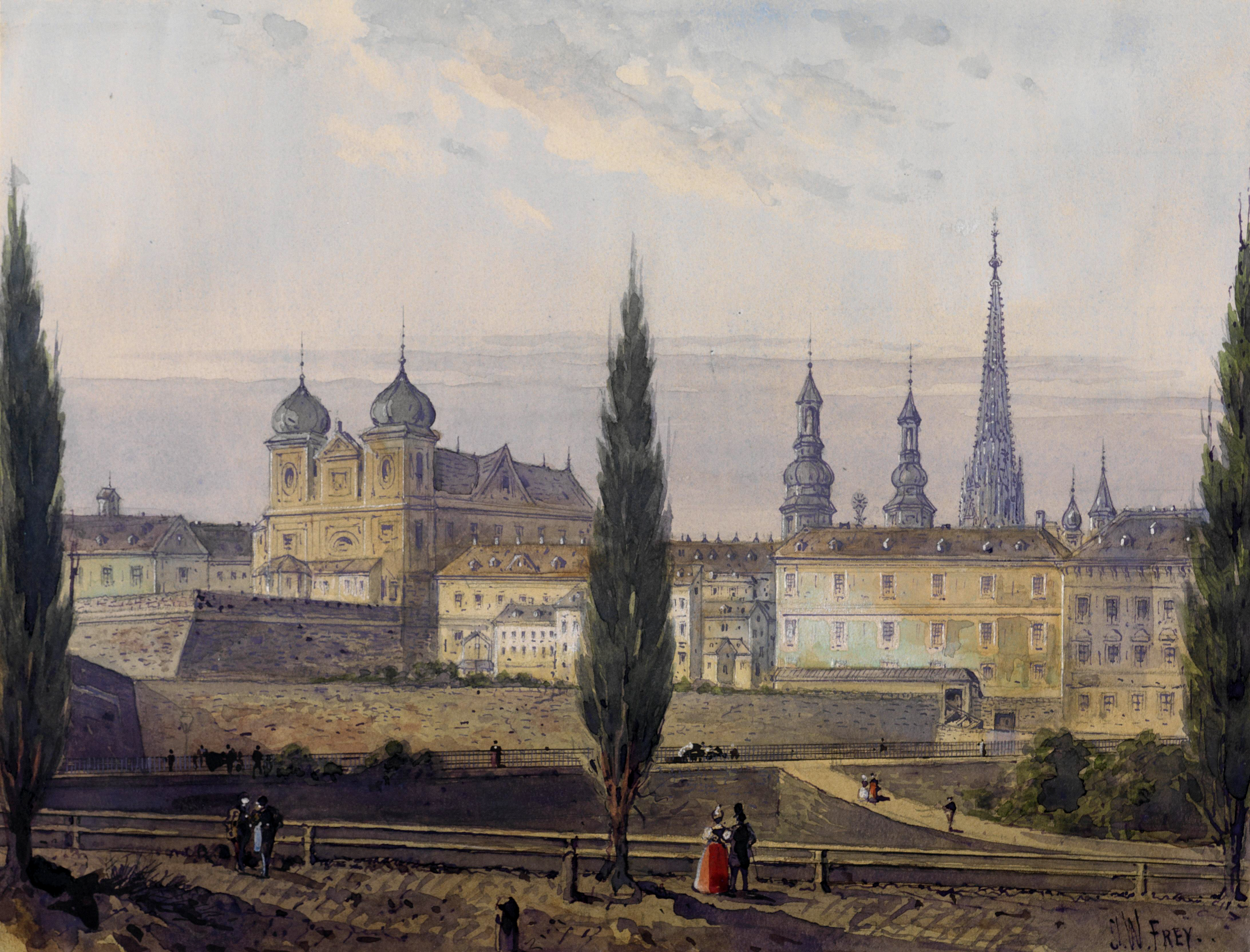
Dominikanerkirche und Dominikanerbastei vor 1850

Außer der Bastei selbst trug auch die Kurtine zwischen ihr und der Biberbastei den Namen Dominikanerbastei. Diese entstand 1561 und wurde 1597 verstärkt. Auch sie trug früher einen anderen Namen, nämlich Laurenzerbastei. Durch die Kurtine ging seit 1770 das Hauptmauttor oder kurz Mauttor genannt. Die Kurtine wurde nach der Bastei selbst, nämlich 1858–1862, abgebrochen.

## Geschichte der Straße
Nach dem Abbruch der Kurtine wurde 1862 eine Straße an ihrer Stelle und eines Teiles der Stubenbastei eröffnet. Die Straßenseite mit geraden Hausnummern bestand zunächst aus der Franz-Josefs-Kaserne und wurde erst 1901, nach deren Abbruch, mit Häusern verbaut. Nachdem 1968 noch einige Reste der Kurtine eingeebnet wurden, erinnert heute nur mehr eine Rampe daran, dass sich hier einst die Stadtmauer befand.

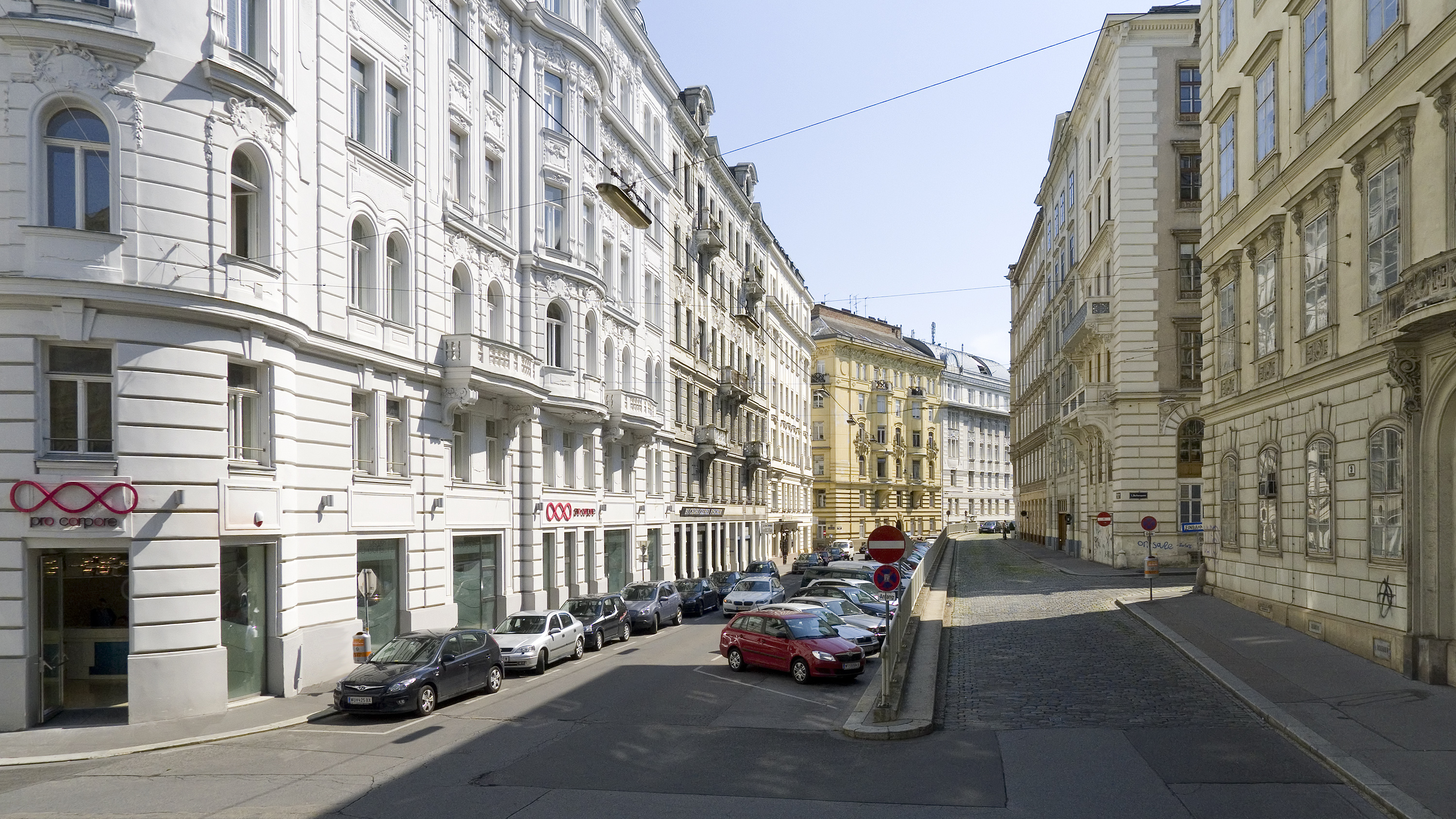
Dominikanerbastei von der Rosenbursenstraße nach Süden

## Lage und Charakteristik
Die Dominikanerbastei verläuft vom Dr.-Karl-Lueger-Platz an der Rückseite der Dominikanerkirche und des Dominikanerkonvents vorbei, mit einem leichten Knick in nördlicher Richtung bis zum Franz-Josefs-Kai. Sie wird als Einbahnstraße geführt, da die halbe Fahrbahn auf beiden Seiten mit Schrägparkplätzen belegt ist. Ein markierter Radstreifen ermöglicht das Befahren auch in der Einbahn entgegengesetzter Richtung. Öffentliche Verkehrsmittel befahren die Dominikanerbastei keine.
Im Bereich des Dominikanerklosters erhebt sich neben der eigentlichen Fahrbahn eine Rampe, die zu den erhöht liegenden Straßen Predigergasse und Barbaragasse führt. In Richtung Franz-Josefs-Kai fällt das Gelände deutlich ab, sodass der Straßenverlauf der Dominikanerbastei einen deutlichen Niveauunterschied aufweist.
Die Verbauung der Straße besteht auf der Stadtinnenseite, mit Ausnahme des untersten Teils zum Franz-Josefs-Kai hin, aus frühhistoristischen Bauwerken der Mitte des 19. Jahrhunderts, auf der Stadtaußenseite hingegen aus späthistoristischen und secessionistischen Gebäuden aus der Zeit um 1900 und danach. Weite Teile der Straße werden von den Rückfronten großer Monumentalbauten gesäumt, nämlich des Dominikanerklosters, des Hauptpostgebäudes und der Österreichischen Postsparkasse. Dieser Umstand und die zahlreichen parkenden Autos machen die Dominikanerbastei für Fußgänger nicht sehr attraktiv. Bei den übrigen Gebäuden handelt es sich um Wohnhäuser, die auch einige wenige Geschäftslokale und mehrere Restaurants beherbergen.

## Gebäude

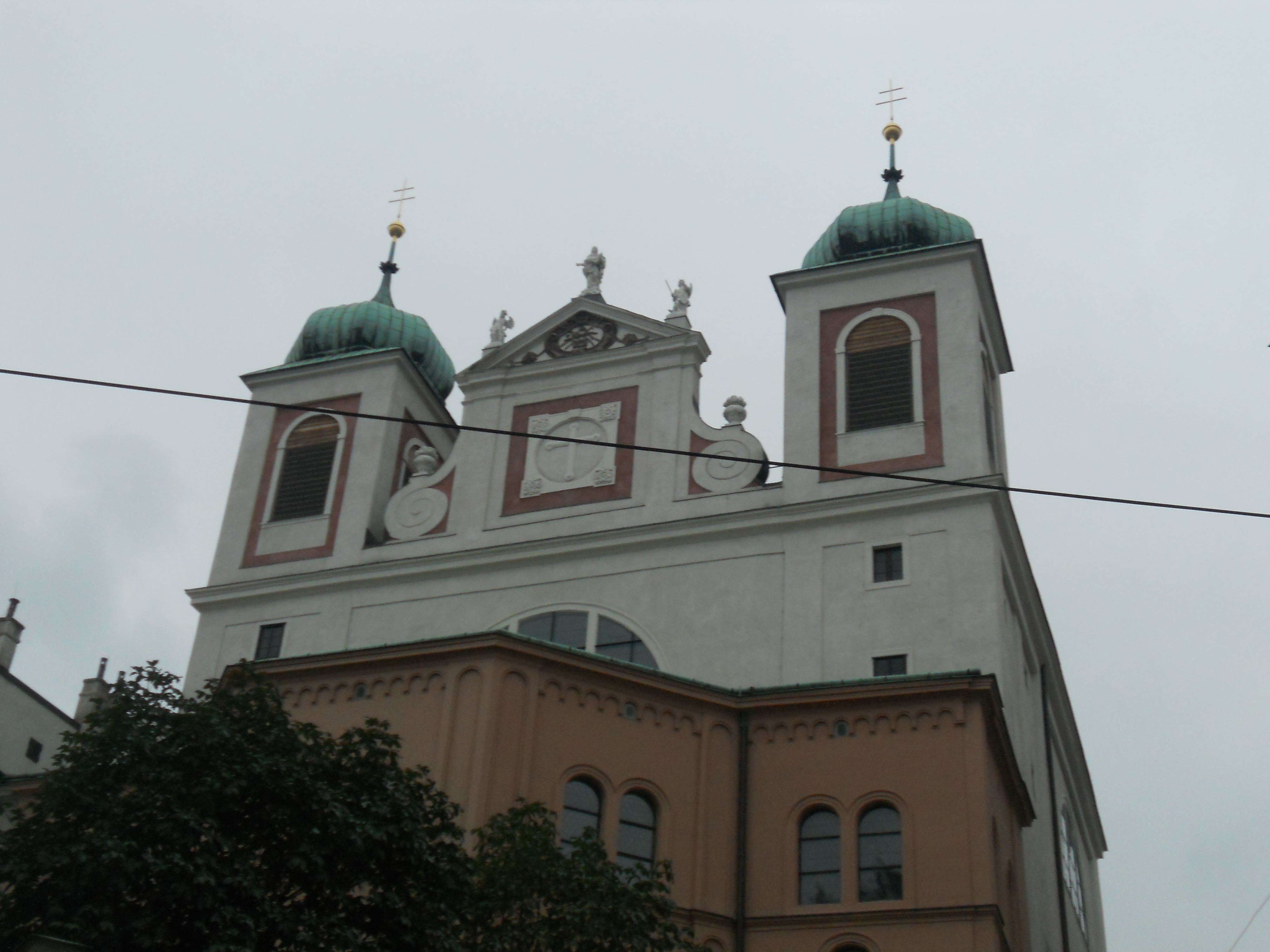
Dominikanerkirche

### Nr. 1: Dominikanerkloster
→ siehe Hauptartikel Dominikanerkloster Wien
Erhöht auf einer Rampe und etwas nach hinten versetzt, daher von der Straße aus nicht sehr gut sichtbar, liegen die Rückfronten des Dominikanerklosters und der Dominikanerkirche. Sie erstrecken sich bis zur Predigergasse, sind im frühbarocken Stil erbaut und befinden sich an der Hauptadresse Postgasse 4.

### Nr. 2: Ehemalige Post- und Telegraphendirektion Wien
Der mächtige Bau zwischen Biberstraße, Dr.-Karl-Lueger-Platz und Dominikanerbastei wurde 1902–1903 von Leopold Simony im späthistoristischen Stil errichtet. Der Einfluss Otto Wagners auf die Gestaltung der Fassade ist unübersehbar. Das Gebäude liegt an der Hauptadresse Dr.-Karl-Lueger-Platz 5.

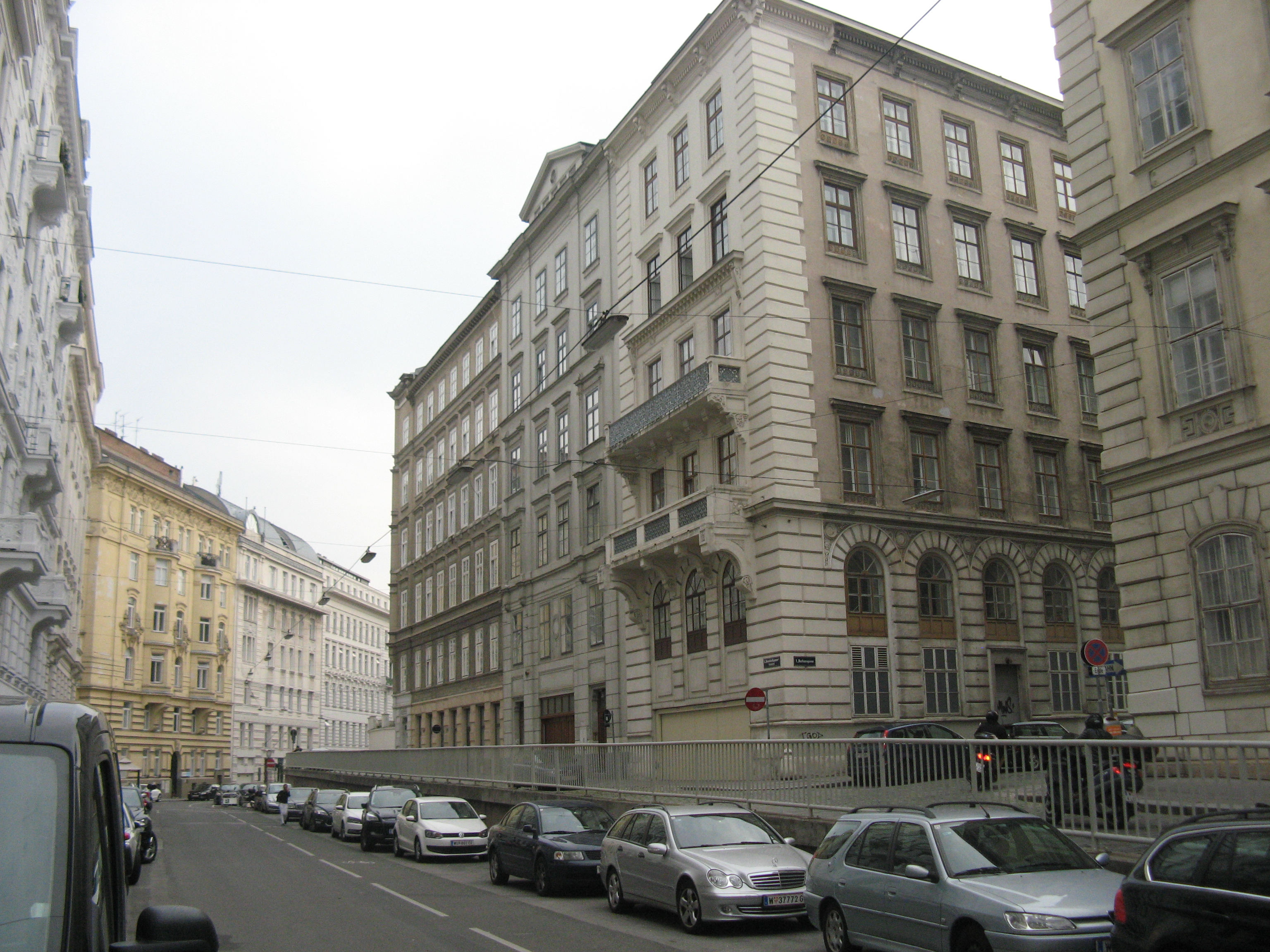
Dominikanerbastei 3, 5 und 7

### Nr. 3, 5: Miethäuser
Die Miethäuser an der Ecke zur Predigergasse, erhöht auf einer Rampe liegend, wurden 1856 von Leopold Mayr als zusammenhängender Gebäudekomplex im frühhistoristischen Stil errichtet. Sie liegen an der Hauptadresse Predigergasse 5.

### Nr. 4: Wohnhaus
Das späthistoristisch-secessionistische Wohnhaus wurde 1903–1904 von Ernst Gotthilf erbaut. Seine Fassade wird durch Lisenen gegliedert, zeigt ein weit vorkragendes Gebälk und wird durch ein Attikageschoß abgeschlossen. Der Seitenrisalit wird durch eine Lünette bekrönt. Das schmiedeeiserne Tor ist mit 1904 datiert. Das Foyer ist marmorverkleidet und zeigt eine secessionistische Stuckierung. Auch Stiegenhausgeländer und Fenster sind im Jugendstil gestaltet.

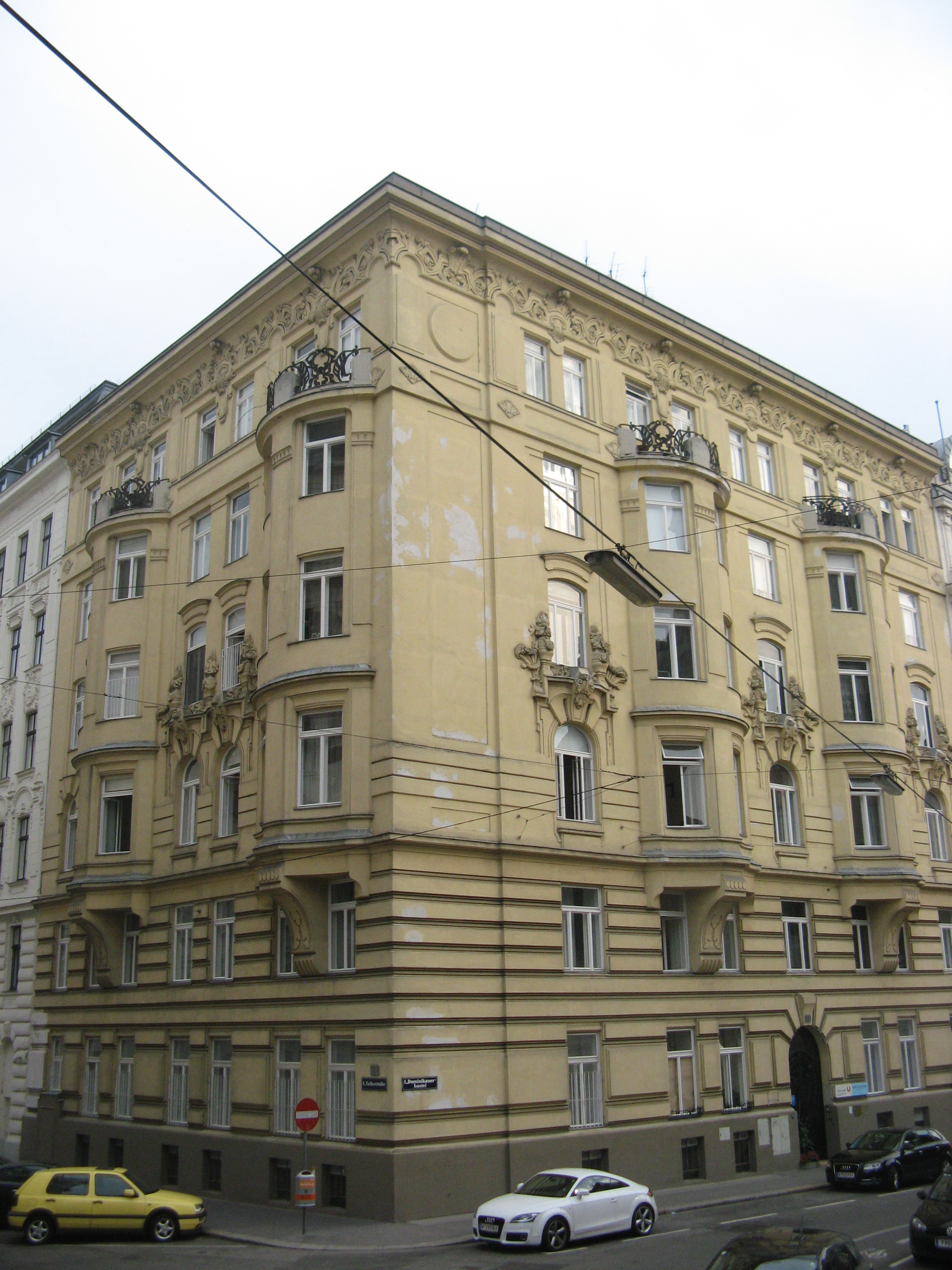
Dominikanerbastei 6 (1906) von Theodor Bach

### Nr. 6: Eckhaus
Das späthistoristische Eckhaus zur Falkestraße wurde 1906 von Theodor Bach errichtet. Seine Fassade wird in den Obergeschoßen durch konvexe Erker und durch Wandfelder gegliedert und ist mit späthistoristischem Dekor geziert. Im Inneren sind das marmorverkleidete Foyer mit Stuccolustro-Applikationen, der Treppenlauf mit Marmorpfeiler und Marmorbrüstung und die Deckenleuchter bemerkenswert.

### Nr. 7: Eckhaus
Erhöht auf einer Rampe und an der Ecke zur Barbaragasse befindet sich die Rückfront eines frühhistoristischen Hauses, das 1852 von Eduard van der Nüll und August Sicard von Sicardsburg errichtet wurde. In ihm wohnte 1867 Johannes Brahms. Es liegt an der Hauptadresse Postgasse 6.

### Nr. 8: Eckhaus
Das späthistoristische Eckhaus zur Falkestraße wurde 1907 von Felix Sauer errichtet. Es liegt an der Hauptadresse Falkestraße 1.

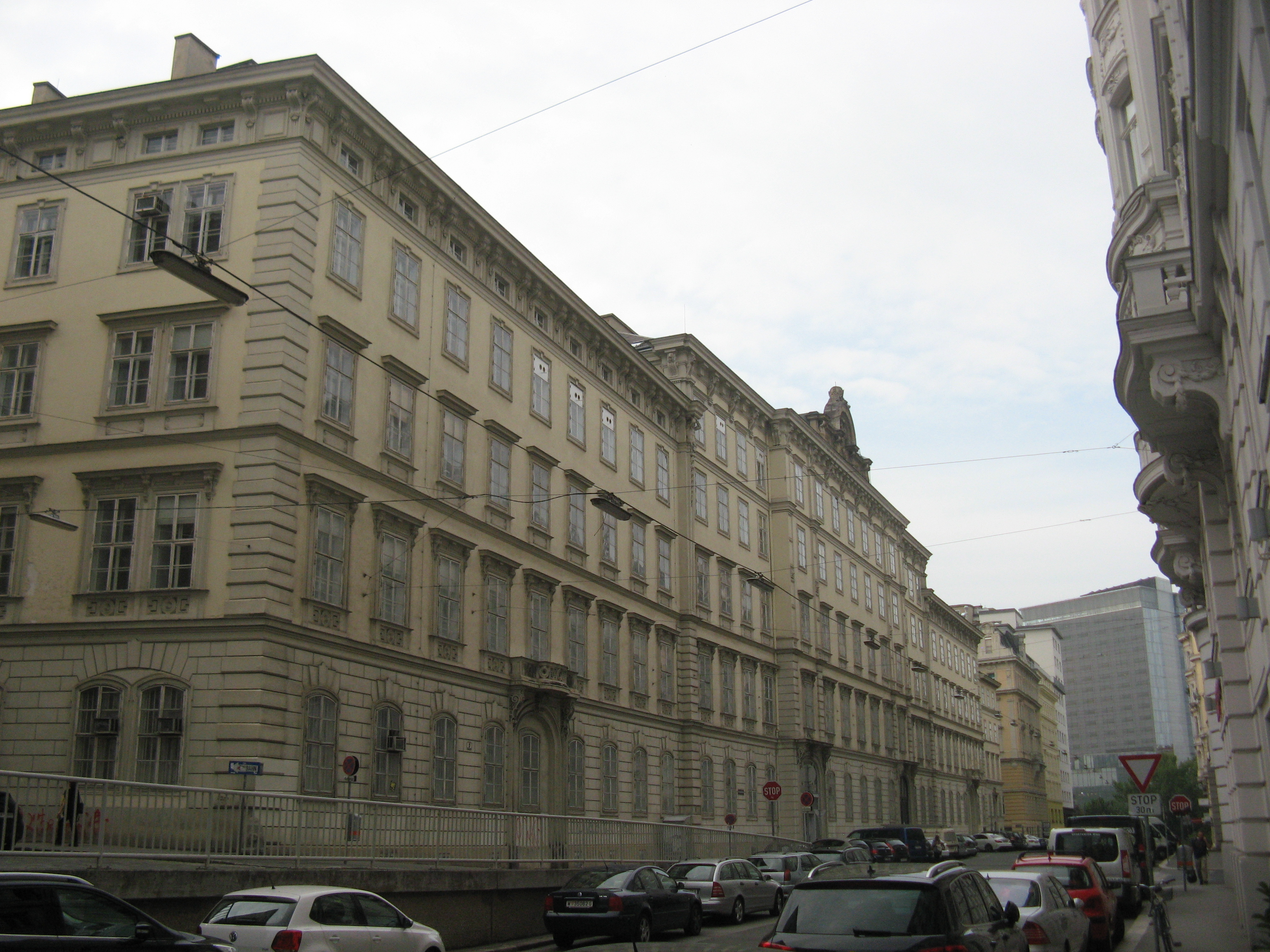
Hauptpost, Dominikanerbastei 9–15

### Nr. 9–15: Hauptpost
Seit 1423 befand sich an dieser Stelle eine Burse, die 1470 Burse zur roten Rose und seit 1507 Rosenburse genannt wurde (die Universität befand sich in unmittelbarer Nähe). 1623 ging sie in den Besitz der Jesuiten über, die dort 1654 eine Barbarakapelle einrichteten. Nach der Aufhebung des Ordens übergab Maria Theresia 1775 die Kirche und das anschließende Gebäude der griechisch-katholischen Kirche. Das Barbareum genannte Seminar sollte der Ausbildung der griechisch-katholischen Geistlichkeit im Habsburgerreich dienen. Schon 1784 wurde das Seminar wieder aufgehoben und eine Pfarre errichtet. 1849–1854 wurde das nördlich der Kirche gelegene und 1767–1773 erbaute Hauptmautgebäude mit der Kirche und dem Barbarastift von Paul Wilhelm Eduard Sprenger zu einem großen zusammenhängenden Baukomplex der Hauptpost zusammengefasst. Dabei blieben die ursprünglichen Bauten bis ins 2. Obergeschoß weitgehend erhalten, Sprenger vereinheitlichte die Fassaden aber im frühhistoristischen Stil. Auch die ehemals barocke Kirche wurde umgestaltet und ein griechisch-katholisches Zentralseminar eingerichtet. Das Gebäude liegt an der Hauptadresse Postgasse 8–10.

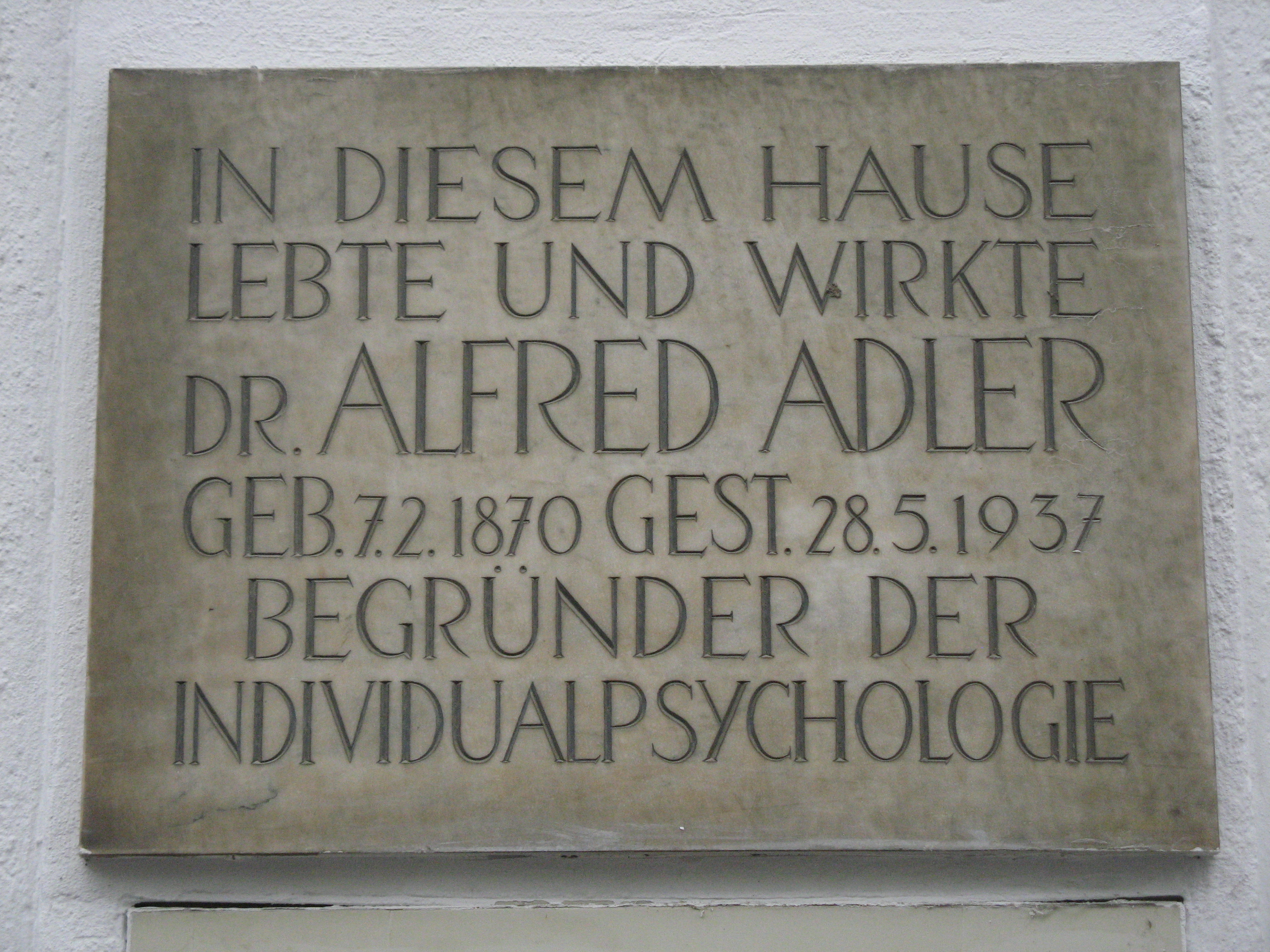
Dominikanerbastei 10, Gedenktafel für Alfred Adler

### Nr. 10: Wohnhaus
Das Wohnhaus wurde 1907 von Anton Hein im secessionistischen Stil erbaut. Die genutete Fassade wird durch Lisenen und Balkons gegliedert und mit Jugendstildekor geziert. Am Dach finden sich zwei Attikagiebel. Im Inneren ist das secessionistische Foyer mit erneuerter Marmorverkleidung, kassettierter Stuckdecke und den Deckenleuchten zu erwähnen. Der Aufzug zeigt Ätzglasverzierungen. Eine Gedenktafel erinnert daran, dass in diesem Haus Alfred Adler lebte und wirkte.

### Nr. 12: Eckhaus
Das Eckhaus zur Rosenbursengasse wurde 1905 von Julius Goldschläger im späthistoristischen Stil errichtet. Es liegt an der Hauptadresse Rosenbursengasse 2.

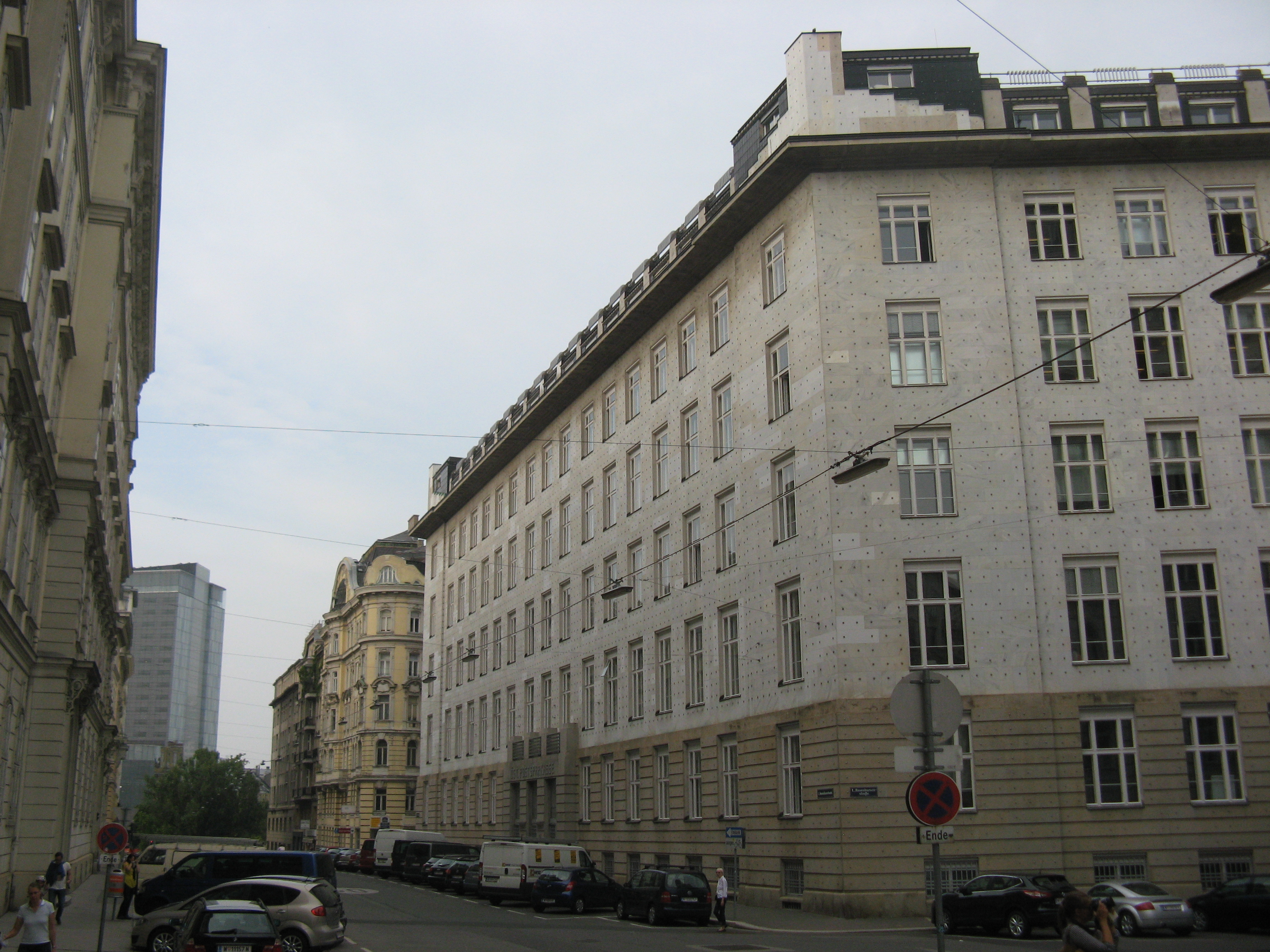
Rückfront des Postsparkassengebäudes

### Nr. 14–18: Postsparkasse
→ siehe Hauptartikel Wiener Postsparkasse
An der Dominikanerbastei liegt die Rückfront des Postsparkassengebäudes. Es wurde 1904–1906 von Otto Wagner errichtet und ist eines der bedeutendsten Jugendstilbauten Wiens. Es liegt an der Hauptadresse Georg-Coch-Platz 2.

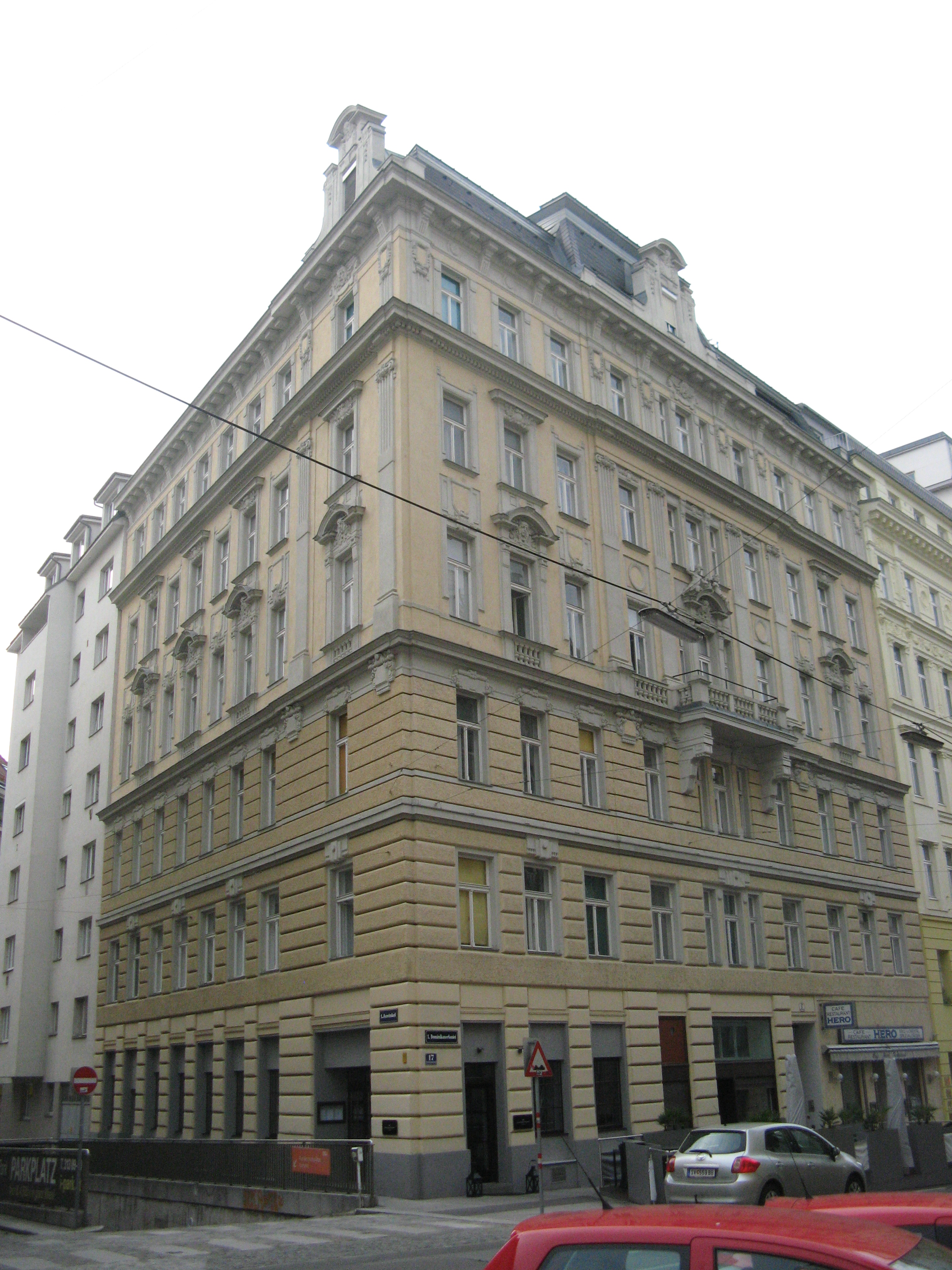
Dominikanerbastei 17 (1899) von Ludwig A. Fuchsik

### Nr. 17: Eckhaus
Das historistische Eckhaus zum Auwinkel wurde 1899 von Ludwig A. Fuchsik in Formen der Neorenaissance erbaut. Die Fassade mit hoher Sockelzone zeigt in den Obergeschoßen Pilaster und einen zentralen Balkon mit figural geschmückter Ädikula. Auf der Attika erheben sich zu beiden Seiten Giebelaufsätze. Im Inneren ist das Foyer mit Stuckornamenten bemerkenswert.

### Nr. 19: Wohnhaus
Das Wohnhaus wurde 1897–1898 von Ludwig Tischler im historistischen Stil erbaut. Die schlichte Fassade wird durch Lisenen gegliedert und durch Stuckfriese geziert. Die Fenster sind durch Pilaster gerahmt. Das Foyer ist stuckiert und durch Pilaster gegliedert.

### Nr. 20: Eckhaus
Das Eckhaus zur Wiesingerstraße wurde 1904 von Julius Goldschläger im späthistoristischen Stil errichtet. Gemeinsam mit dem Haus Nr. 12 rahmt es das Postsparkassengebäude. Es liegt an der Hauptadresse Wiesingerstraße 2.

### Nr. 21: Wohnhaus
Das elfstöckige Wohnhaus wurde 1951–1955 durch Josef Vytiska zwischen Postgasse, Franz-Josefs-Kai und Dominikanerbastei errichtet. Es liegt an der Hauptadresse Franz-Josefs-Kai 11.

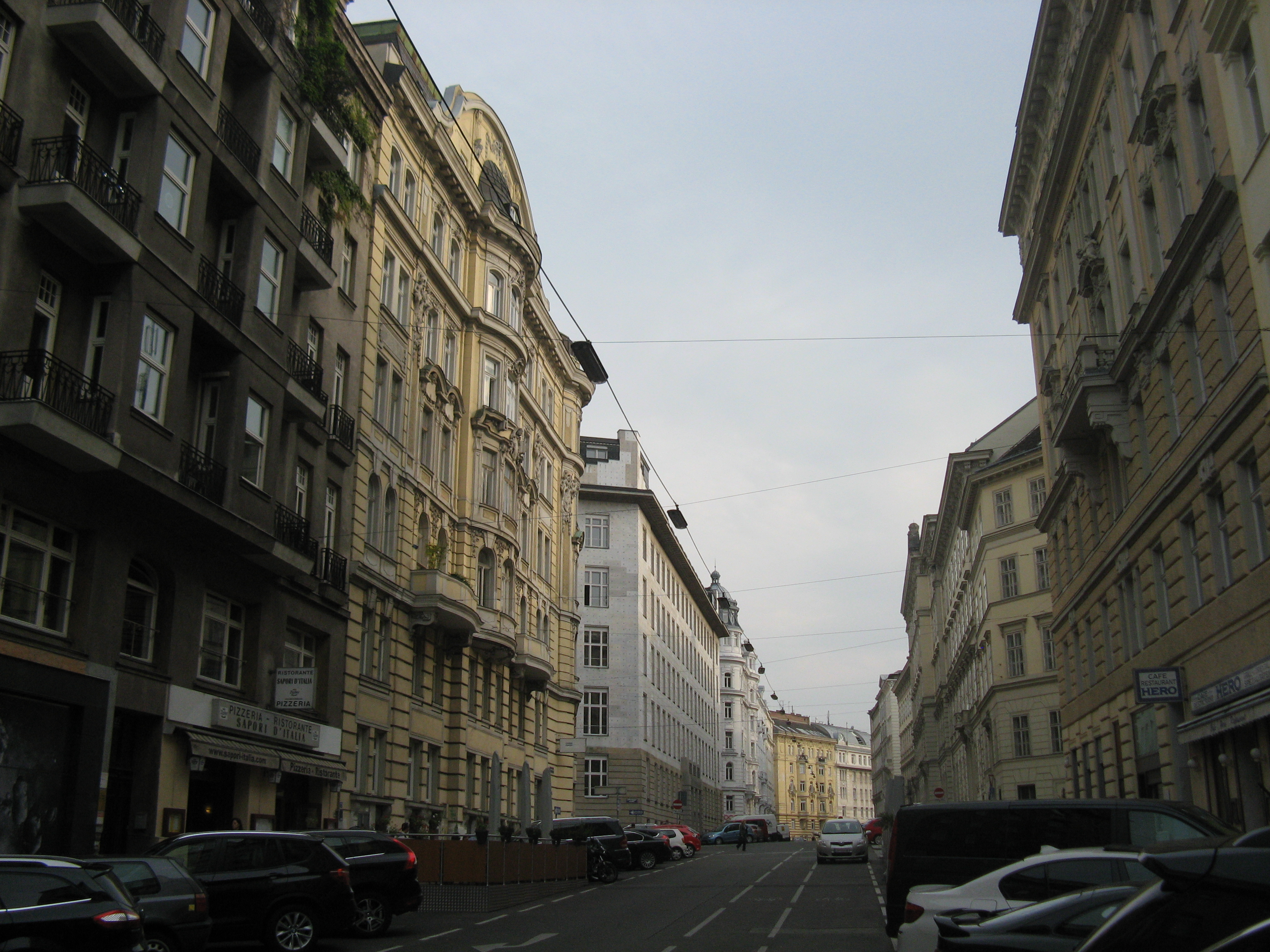
Dominikanerbastei vom Franz-Josefs-Kai nach Süden

### Nr. 22: Wohnhaus
Das Wohnhaus wurde 1906 im secessionistischen Stil von Ely Wasserstrom erbaut. Das nur teilweise erhaltene Gebäude zeigt eine durch Erker und Balkone gegliederte Fassade mit Attikagiebel. Im Foyer ist secessionistischer Stuck zu sehen.

### Nr. 24: Bundesministerium für Landesverteidigung
Der große Bau zwischen Biberstraße, Franz-Josefs-Kai und Dominikanerbastei wurde 1906–1907 von Friedrich Schön im späthistoristischen Stil erbaut und 1955 nach Kriegsschäden adaptiert. Er liegt an der Hauptadresse Franz-Josefs-Kai 7–9.